# Andrea Eder-Gitschthaler
Andrea Eder-Gitschthaler (* 13. September 1961 in Vöcklabruck) ist eine österreichische Politikerin (ÖVP) und Versicherungsangestellte. Eder-Gitschthaler war von 2006 bis 2008 Abgeordnete zum österreichischen Nationalrat. Seit 1. Oktober 2017 ist sie in Nachfolge von Josef Saller aus dem Bundesland Salzburg entstandenes Mitglied des Bundesrates. In der zweiten Jahreshälfte 2020 und erneut in der ersten Jahreshälfte 2025 war sie Präsidentin der zweiten österreichischen Parlamentskammer.

## Ausbildung und Beruflicher Werdegang
Andrea Eder-Gitschthaler besuchte zwischen 1968 und 1972 die Volksschule in Vöcklamarkt und danach das Neusprachliches Gymnasium in Gmunden, wo sie 1980 maturierte. Eder-Gitschthaler begann danach ein Studium der Rechtswissenschaften an der Universität Salzburg. Sie schloss ihr Studium 1984 mit dem Titel Dr. iur. ab. Im Anschluss absolvierte Eder-Gitschthaler ihre Gerichtspraxis und begann 1985 ihre Konzipiententätigkeit im Rechtsanwaltbüro Dr. Zimmermann/Dr. Topitsch. 1986 wechselte sie zum Verein für Vermögensberatung, wo sie bis 1988 arbeitete. Zwischen 1990 und 1991 war Eder-Gitschthaler an der Werbeagentur Dworschak & Partner beschäftigt, ab 1991 arbeitete sie für die Austria-Collegialität (UNIQA).

## Politische Laufbahn
Andrea Eder-Gitschthaler begann ihre politische Karriere in Wals-Siezenheim, wo sie seit 1999 die ÖVP im Gemeinderat vertritt. Seit 1999 ist sie zudem Mitglied des Ortsparteivorstandes der ÖVP-Frauen und Ortsgruppenobfrau des ÖAAB. 2003 stieg sie zur Landesobfrau-Stellvertreterin des ÖAAB Salzburg auf und wurde Mitglied des Bezirkspräsidiums des ÖAAB Flachau. Des Weiteren ist Eder-Gitschthaler seit 2006 Mitglied des Landesparteivorstandes der ÖVP Salzburg, Mitglied des Bezirksparteipräsidiums der ÖVP Flachau und Mitglied des Bezirksvorstandes Tennengau. 2007 übernahm sie zudem die Funktionen der Stellvertretenden Bundesobfrau der ÖAAB-Frauen und ist Vorstandsmitglied der ÖVP-Frauen Salzburg. Eder-Gitschthaler ist zudem im Salzburger Hilfswerk und in der Aktion „Rettet das Kind“ aktiv.
Am 30. Oktober 2006 zog Eder-Gitschthaler über ein Mandat des Landeswahlkreises Salzburg in den Nationalrat ein, wo sie die ÖVP in den Ausschüssen Familien, Kultur, Rechnungshof, Umwelt und Petitionen und Bürgerinitiativen vertrat. Eder-Gitschthaler schied jedoch bereits nach der Nationalratswahl 2008 per 27. Oktober 2008 aus dem Nationalrat aus.
Im November 2023 folgte sie Karlheinz Kornhäusl als Vorsitzende der ÖVP-Bundesratsfraktion nach.

## Privates
Andrea Eder-Gitschthaler ist verheiratet und hat zwei Töchter. Sie lebt in Wals-Siezenheim.